# Ambroxol
Az ambroxol, a brómhexin metabolitja, benzil-amin szerkezetű mukolitikum.

## Gyógyszerhatás
Hatására a nyákelválasztó sejtekben fokozódik a lizoszómák képződése és a hidrolitikus enzimek aktivitása, ami a bronchiális váladék savanyú mukopoliszacharidákból álló rostjainak lebontásához vezet. Egyúttal a szerózus mirigysejtek stimulálódnak, így kisebb viszkozitású nyák képződik. A légutak gyulladásos megbetegedéseiben az ambroxol fokozza a surfactantképződést.
Az ambroxol csaknem teljes mértékben felszívódik és 80%-ban plazmafehérjékhez kötődik. „First-pass” effektussal metabolizálódik, majd inaktív metabolit formájában túlnyomó részben (90%) a vesén keresztül választódik ki.
Állatkísérletes vizsgálatok szerint az ambroxol átjut a méhlepényen, kiválasztódik az anyatejbe és az agy-gerincvelői folyadékban is kimutatható.